# Евсеева, Ирина Сергеевна
Ирина Сергеевна Евсеева (род. 15 апреля 1961, г. Шумерля, Чувашская АССР) — российский и чувашский музыковед, музыкальный педагог, театральный деятель. Заведующая теоретическим отделением МБУДО «Чебоксарская Детская музыкальная школа № 1 им. С. М. Максимова». Заслуженный работник культуры Чувашской Республики.

## Биография
Ирина Евсеева родилась 15 апреля 1961 года в городе Шумерля Чувашской АССР. Окончила Шумерлинскую Детскую музыкальную школу по классу фортепиано, теоретическое отделение Чебоксарского музыкального училища им. Ф. П. Павлова, Казанскую государственную консерваторию им. Н. Г. Жиганова по специальности «Музыковедение» (класс заслуженного деятеля искусств России и Татарстана Исанбет Юлдуз Накиевны). Будучи студенткой пятого курса консерватории была приглашена в Чувашский музыкальный театр (ныне Чувашский государственный театр оперы и балета) на должность заведующей литературной частью, где проработала 15 лет. Ирина Евсеева была одной из тех, кто не только поставил этот отдел на ноги, но и превратил его в мозговой центр культурной жизни Чувашской Республики. Высокая профессиональная планка, сразу заданная ею, для многих по сей день остается недостижимой. Десятки буклетов и программок, публикаций в прессе и фотовыставок, передач на радио и вступительных слов перед вечерами международных оперных и балетных фестивалей до сих пор служат примером высокого мастерства.
Вершиной музыковедческой деятельности Ирины Евсеевой стало издание единственной в истории книги-справочника о Чувашском государственном театре оперы и балета, содержащей подробные сведения о премьерных спектаклях за весь период его существования, о постановщиках и исполнительских составах, материалах в прессе и гастролях.
С 1987 года Ирина Евсеева работает в Чебоксарской Детской музыкальной школе № 1 им. С. М. Максимова в качестве преподавателя сольфеджио, музыкальной литературы, слушания музыки и общего фортепиано. Преподаватель высшей категории. Яркий музыкант, обладающий широким научным, художественно-эстетическим кругозором, доброжелательный человек, стремящийся к сотрудничеству с коллегами, заинтересованный в успехе работы школы.
Ирина Евсеева — плодотворно работающий педагог-новатор. В течение 20 лет особенно активно изучала проблему раннего музыкального образования детей. Первой среди музыкальных школ республики начала работать с 5-летними детьми и создала свою оригинальную методику творческого развития детей 5-6 летнего возраста. Ее программа «Сольфеджио, ритмика, эстетика» в 2007 году получила высокую оценку и заняла II место в номинации «Авторская программа» в Республиканском конкурсе образовательных программ, проводимом Министерством культуры, по делам национальностей и архивного дела Чувашской Республики. Работая по своей методике, стимулирующей развитие творческой личности ребенка, превращая уроки в путешествия в мир музыки, танца, пантомимы, живописи, развития речи, Ирина Евсеева демонстрирует устойчивые положительные результаты, о чем свидетельствует ежегодный конкурс желающих попасть к ней в группу. В ее классе нет «плохих» учеников, каждый развивается в меру своих сил и возможностей, все дети чувствуют себя комфортно и уютно. Она проводит большую внеклассную работу. Широкий отклик нашли проводимые ею календарные праздники «Рождество», «Новый год», «Масленица», «Дождинкины осенины», «Здравствуй, лето». Ирина Сергеевна пользуется неизменным авторитетом среди детей и их родителей.
С 2001 года Ирина Евсеева является заведующей теоретическим отделением школы. Под ее руководством заметно активизировалась работа отделения, выходящая далеко за рамки учебного процесса. Она является инициатором многих успешно реализованных в школе проектов. Это ставшие традиционными «Урок музыкальной литературы в концертном зале», ежегодные конкурсы «Юный музыковед», конкурс сочинений «Музыкальная школа XXI века», «Что я знаю о произведении, которое играю на инструменте», «Почему я учусь в музыкальной школе», детское жюри на республиканских конкурсах юных пианистов, выпускной вечер в подгруппе, постоянная выставка художественных работ учащихся и др. Ирина Евсеева активно изучает новые методики и программы, регулярно повышает свой профессиональный уровень на курсах, проводимых областным методическим кабинетом по учебным заведениям культуры и искусства Нижнего Новгорода.
В числе наиболее значимых авторских проектов Ирины Евсеевой — республиканская дистанционная олимпиада «Театральные юбилеи». Ежегодно он открывает ребятам с самых дальних уголков Чувашии двери в мир театра. В жюри вошли первые лица музыкальной жизни республики. В качестве главного приза — пригласительный билет в театр. Повод для олимпиады находится всегда: 90-летие со дня рождения основателя и первого режиссера театра Бориса Маркова, 120-летие великого баса, уроженца Чувашии и солиста Большого театра Максима Михайлова, юбилеи симфонического оркестра и балета в Чувашии.
Как преподаватель сольфеджио Ирина Евсеева подготовила победителей городских и республиканских олимпиад среди выпускников ДМШ. Одной из первых в республике она разработала и начала использовать на практике методику альтернативного выпускного экзамена по сольфеджио. Ученики Ирины Евсеевой получают высокие оценки экзаменационных комиссий. Многие из них продолжили музыкальное образование в Московской государственной консерватории им. П. И. Чайковского, Московской средней специальной музыкальной школе (колледже) имени Гнесиных, Казанской государственной консерватории им. Н. Г. Жиганова, Московском военно-музыкальном училище, Чувашском педагогическом университете им. И. Я. Яковлева, кафедре искусств Чувашского университета им. И. Н. Ульянова, Чувашском государственном институте культуры и искусств, Чебоксарском музыкальном училище им. Ф. П. Павлова, Республиканском училище культуры.
Ирина Евсеева неоднократно выступала с докладами о своем опыте работы на республиканских, межреспубликанских научно-практических конференциях, республиканских курсах повышения квалификации преподавателей и директоров ДМШ и ДШИ, ежегодно дает открытые уроки для педагогов Чувашии и Республики Марий-Эл, а также для родителей учащихся. Свой профессиональный опыт Ирина Евсеева передала будущим педагогам — студентам теоретического отделения Чебоксарского музыкального училища им. Ф. П. Павлова, где несколько лет вела курс методики преподавания сольфеджио в ДМШ.

## Почетные звания
Заслуженный работник культуры Чувашской Республики (2008).